# Garrigues-Sainte-Eulalie
Garrigues-Sainte-Eulalie är en kommun i departementet Gard i regionen Occitanien i södra Frankrike. Kommunen ligger i kantonen Saint-Chaptes som tillhör arrondissementet Nîmes. År 2022 hade Garrigues-Sainte-Eulalie 762 invånare.

## Befolkningsutveckling
Antalet invånare i kommunen Garrigues-Sainte-Eulalie
Referens:INSEE